# José Evalterio Agüero Vera
José Evalterio Agüero Vera (Río Puelo, Cochamó, 29 de septiembre de 1926-2003) fue un dirigente minero y político socialista popular chileno. 
Efectuó sus estudios primarios en Puerto Montt, de los cuales egresó para dedicarse a faenas mineras menores, en las minas de carbón en la zona de Arauco.
Se dedicó siempre a la defensa de los derechos de los trabajadores, formando parte de la CUT en la provincia de Magallanes y dirigente minero (1960).
Militante de la Unión Socialista Popular (USOPO), fue elegido alcalde de Punta Arenas (1971). Se opuso fervientemente al boicot financiero que los empresarios realizaban contra el gobierno de la Unidad Popular, lo que le valió la persecución política tras el golpe de Estado del 11 de septiembre de 1973.